# Жанета (остров)
Жанѐта (на руски: остров Жаннетты) е остров в северната част на Източносибирско море, най-източния от островите Де Лонг, от групата на Новосибирските острови. Административно влиза в състава на Якутия, Русия. Площ 3,3 km2. Максимална височина 351 m. Изграден е основно от пясъчници. Покрит с ледници и фирнови полета.
Остров Жанета е открит на 16 май 1881 г. от трагично приключилата експедиция на американския полярен изследовател Джордж Вашингтон де Лонг и е наименуван в чест на кораб „Жанета“.